# ارتفاع‌زدگی

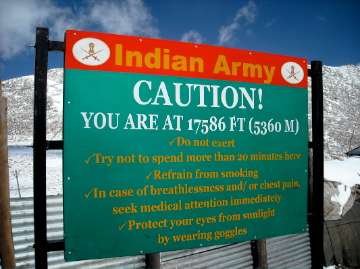
اخطار ارتفاع زدگی

ارتفاع‌زدگی یا کوه‌گرفتگی یا کوه‌زدگی (به انگلیسی: acute mountain sickness، اختصار: AMS) تأثیر ارتفاع بر روی اشخاص است که بر اثر کمبود اکسیژن به صورت نوعی عارضهٔ تنفسی، سردرد و خواب‌آلودگی تدریجی بروز می‌کند. چنانچه کوه‌پیمایی و افزایش ارتفاع به‌آرامی و به‌تدریج انجام شود، از اثر این بیماری کاسته و گاه حتی از بروز آن جلوگیری می‌شود. یکی از عوامل تشدیدکنندهٔ کوه‌گرفتگی فشاری است که بر ماهیچه‌ها وارد می‌شود، ولی نباید آن را به‌عنوان عامل اصلی منظور داشت. به‌طور کلی استقامت، ورزیدگی و سلامت بدن از جمله عوامل مؤثر در جلوگیری و تخفیف این عارضه به حساب می‌آیند.